# Авикултура
Авикултура је пракса чувања и одгајања птица и култура која се формира око њих. Авикултура није усмерена само на подизање и одгајање птица, већ и на очување птичјег станишта и јавне кампање о подизању свести.

## Типови
Постоје многи разлози да се људи укључе у процес авикултуре. Неки узгајају птице да би очували врсте, неки их узгајају као кућне љубимце, док неки то чине да би остварили профит.
Авикултура је процес узгајања птица у заробљеништву, у контролисаним условима, обично у кавезима, зарад хобија, бизниса, или пак зарад истраживања и очувања врста.
Неки важни разлози бављења авикултуром су: узгој птица због очувања врста, с обзиром на то да су многе врсте у опасности због све већег угрожавања станишта и природних катастрофа. Авикултура подстиче очување, пружа образовање о врстама птица, обезбеђује приказ птица јавности, а укључује и истраживање понашања птица.
Истинско значење авикултуре описао је др Жан Делакур, најпреданији, најутицајнији и веома цењени појединац у историји авикултуре:
| „             | Авикултура - светски хоби чувања и узгајања бројних врста дивљих птица у заробљеништву да би се одржао њихов бројни статус у природи, са тенденцијом да се предухитри њихово истребљење снабдевањем акцијама узгајања. | ” |
| — Жан Делакур | |   |

## Авикултурална друштва
Постоје авикултурална друштва широм света, углавном у Европи, Аустралији и САД, где људи теже да буду просперитетнија и имају више слободног времена да инвестирају. Прво авикултурално друштво у Аустралији било је Авикултурално друштво Јужне Аустралије, основано 1928. године. Данас носи име Очување птица у Аустралији. Два главна национална авикултурална друшва у САД су Америчка федерација авикултуре и Авикултурално америчко друштво, оба основана 1927. године. У Британији, авикултурално друштво је формирано 1894. године.

## Публикације и друштва
Публикације у области авикултуре укључују књиге о врстама љубимаца, о размножавању и уводне књиге о папагајима и мекокљунцима. Ту је и периодична штампа, и општа и специјална за одређене врсте птица, са чланцима о размножавању, узгоју, дружењу, избору птица и здравствених ефеката.
Најстарије авикултурално друштво у Америци је Авикултурално америчко друштво (лат. Avicultural Society of America, скраћено ASA), основано 1927. године. Оно објављује двомесечни часопис под називом ASA Avicultural Bulletin. ASA је непрофитна организација која се фокусира на узгој, конзервацију, рестаурацију и едукацију.
Авикултурално друштво Јужне Аустралије (лат. Avicultural Society of South Australia, скраћено ASSA; основано 1928) издаје месечни часопис у боји. Она се бави свим аспектима авикултуре у Аустралији. ASSA је регистрована као образовна организација која има мото: „Основана 1928, ради едукације, неге, узгоја и очувања птица.“